# Robert Prince (katonatiszt)
Robert Prince (Seattle, 1919. november 7. – Port Townsend, Washington, 2009. január 1.) amerikai katonatiszt a második világháborúban a csendes-óceáni hadszíntéren. Nevéhez fűződik a cabanatuani mentőakció kidolgozása és levezénylése a Fülöp-szigeteken.

## Polgári élete
Robert Prince 1920-ban született a Washington államban található Seattle-ben. A Garfield-középiskolából a Stanford Egyetemre iratkozott be, ahol történelmet és közgazdaságot tanult. Tagja volt a Sigma Chi testvériségnek. 1942. január 31-én feleségül vette Barbara Harrisont. A háború után hazatért feleségéhez, akivel két fiút nevelt fel. Wenatchee-ben telepedett le, ahol almatermesztéssel és -forgalmazással foglalkozott.

## Katonai pályafutása
Tartalékos tisztnek képezték ki 1941-ben, majd kevéssel házasságkötése után Új-Guineára vezényelték, hogy a japánok ellen harcoljon. Mire csapatával megérkezett, az összecsapások befejeződtek. Kevéssel ezután századosként a Henry Mucci alezredes irányítása alá tartozó 6. ranger zászlóaljhoz került a Fülöp-szigeteken. Amikor kiderült, hogy a japán legyilkolják hadifoglyaikat, Prince-t és embereit a cabanatuani fogolytábor felszabadítására küldték. A sikeres akció után őrnaggyá nevezték ki.

### A cabanatuani mentőakció
A cabanautani mentőakciót 48 kilométerre a japán vonalak mögött hajtották végre az amerikai rangerek, az Alamo Scouts tagjai és a filippínó gerillák 1945. január 30-án. A támadás részletes tervét, amely a meglepetésre és a zavarkeltésre épült, Robert Prince dolgozta ki. Prince személyesen vezette a fogolytábor főkapuját kúszva megközelítő, majd megrohamozó katonákat. Hősiességéért megkapta a kiváló szolgálatért járó keresztet (Distinguished Service Cross).

## Filmen
2005-ben A nagy mentőakció címmel John Dahl filmet forgatott az 1945-ös eseményekről. Robert Prince szakértőként működött közre. Az akkori századost James Franco alakította a filmben.

## Fordítás
- Ez a szócikk részben vagy egészben  a   Robert Prince (captain) című angol Wikipédia-szócikk fordításán alapul.  Az eredeti cikk szerkesztőit annak laptörténete sorolja fel. Ez a jelzés csupán a megfogalmazás eredetét és a szerzői jogokat jelzi, nem szolgál a cikkben szereplő információk forrásmegjelöléseként.